# Serhiy Zhadan
Serhiy Viktorovych Zhadan (em ucraniano:  Сергі́й Ві́кторович Жада́н; Starobelsk, 23 de agosto de 1974) é um poeta, romancista, ensaísta e tradutor ucraniano.

## Carreira
Zhadan traduziu poesia do alemão, inglês, bielorrusso e russo, de poetas como Paul Celan e Charles Bukowski . As suas próprias obras foram traduzidas para o alemão, inglês, estónio, francês, italiano, sueco, norueguês, polaco, sérvio, croata, lituano, letão, bielorrusso, russo, húngaro, armênio e checo.

## Ativismo político
O envolvimento ativo de Zhadan na independência da Ucrânia começou quando era estudante e continuou durante as várias crises políticas na Ucrânia. Em 1992, ele foi um dos organizadores do grupo literário neo-futurista de Kharkiv "The Red Thistle". Ele participou nas manifestações da Revolução Laranja em 2004 contra a corrupção e a intimidação dos eleitores no segundo turno das eleições presidenciais; era o comandante de um acampamento em Kharkiv. Os protestos resultaram numa revogação ordenada pelo Supremo Tribunal da Ucrânia. Ele expressou repetidamente simpatia pelos anarquistas, e em muitas de suas obras há motivos de "esquerda".

## Prémios
- Prémio Jan Michalski de Literatura, concedido em 2014 para Voroshylovhrad[6]
- Prémio do Livro da Década da BBC da Ucrânia em dezembro de 2014 para Voroshylovhrad[7]
- Angelus Award (2015), pelo seu livro Mesopotamia, traduzido para o polaco por Michał Petryk e Adam Pomorski[8][9]